# Kami Rita
Kami Rita (Solukhumbu, 17 de enero de 1970) es un sherpa nepalí que, desde mayo de 2018, ostenta el récord de más ascensos a la cima del monte Everest. Escaló la montaña por 25ª vez el 7 de mayo de 2021, superando su récord establecido el 21 de mayo de 2019.
Su padre fue uno de los primeros guías Sherpa profesionales después de que el Everest se abriera a los montañistas extranjeros en 1950. Su hermano, también guía, escaló el Everest 17 veces.
En 2017, Kami Rita fue la tercera persona en ascender a la cima del Everest 21 veces, compartiendo este récord con Apa Sherpa y Phurba Tashi Sherpa. Los dos últimos se retiraron posteriormente.
El 16 de mayo de 2018, a los 48 años, Kami Rita se convirtió en la primera persona del mundo en escalar el Everest 22 veces, logrando el récord de la mayor cantidad de cumbres en el pico de 8.850 metros. El declaró a medios de comunicación que planeaba escalar el Everest 25 veces antes de jubilarse, "no solo para mí, sino para mi familia, los sherpas y mi país, Nepal".
Kami Rita también ha escalado otros picos que superan los 8 000 metros, incluidos K2, Cho Oyu, Manaslu, Annapurna y Lhotse.

## Carrera
Kami Rita creció en Thame en el distrito de Solukhumbu, un pequeño pueblo, donde vivió con su gran familia en una casa de una habitación. El pueblo también ha dado al mundo otros sherpas, como por ejemplo Tenzing Norgay, quien guio a Sir Edmund Hillary a la cumbre en 1953.
En su juventud pasó algún tiempo en el monasterio Thame Dechen Chokhorling, pero decidió no seguir adelante con esta vocación. Su primer trabajo de Kami en una montaña fue en 1992, ayudando a un cocinero del Campo Base. Sin embargo, otro informe afirma que ya estaba trabajando como porteador, transportando equipo al campamento base del Everest, a los 12 años. A los 24 años, había escalado el Everest.
En 2018, Kami Rita le dijo a un periodista que el gobierno no apoya a los sherpas. "Somos famosos en todo el mundo. Muchos extranjeros nos conocen, pero nuestro gobierno no se preocupa por nosotros". Dijo que cuando Ang Rita Sherpa fue hospitalizada en Katmandú en 2017 después de una hemorragia cerebral, el gobierno no brindó apoyo.
Aunque escalar es más seguro que en el pasado debido a equipos superiores y pronósticos meteorológicos, la ocupación sigue siendo peligrosa, le dijo a un periodista en 2018. De hecho, la avalancha de hielo del Monte Everest en 2014 mató a 16 sherpas; en 2015, 10 sherpas murieron en el campamento base del Everest después de las avalanchas tras el terremoto de abril de 2015 en Nepal; y en total 118 sherpas han muerto en el Everest entre 1921 y 2018. "Las grietas son profundas y las pendientes impredecibles", como señaló Kami Rita. Un informe de abril de 2018 de NPR declaró que los sherpas representan un tercio de las muertes en el Everest.
En mayo de 2019, fue empleado de Seven Summit Treks, una empresa que organiza expediciones de escalada. Antes de 2018, había trabajado para una empresa estadounidense, Alpine Ascents International.
En agosto de 2019, se desempeñó como Brand Ambassador y Chief Adventure Consultant de Himalayan Glacier Adventure and Travel Company. 
No tiene planes de retirarse siempre que su cuerpo sea físicamente capaz de soportar la escalada. 
También es embajadora de la marca de un producto de cemento, Brij Super Premium OPC, fabricado en Nepal.

## Vida personal
Un informe de 2018 declaró que Kami Rita vive con su esposa, Lakpa Jangmu, y dos hijos en Katmandú. Se ha asegurado de que sus hijos reciban una educación que les permita elegir ocupaciones menos peligrosas que guiar montañeros. “Éramos analfabetos y pobres y no había otros medios de supervivencia; como resultado, nos vimos obligados a escalar montañas peligrosas para ganarnos la vida", le dijo a un periodista.

## Expediciones al Everest
Cronograma de la expedición:
- 1994 : Cumbre el 13 de mayo, a través de S Col - SE Ridge como trabajador de gran altitud
- 1995 : Alcanzado hasta 8500 m como trabajador de gran altitud
- 1997 : Cumbre el 25 de mayo, a través de S Col - SE Ridge como Climber
- 1998 : Cumbre el 25 de mayo, a través de S Col - SE Ridge como trabajador de gran altitud
- 1999 : Cumbre el 13 de mayo, a través de S Col - SE Ridge como trabajador de gran altitud
- 2000 : Cumbre el 23 de mayo, a través de S Col - SE Ridge como trabajador de gran altitud
- 2002 : Cumbre el 25 de mayo, a través de S Col - SE Ridge como trabajador de gran altitud
- 2003 : Cumbre el 30 de mayo, a través de S Col - SE Ridge como trabajador de gran altitud
- 2004 : Cumbre el 24 de mayo, a través de S Col - SE Ridge como trabajador de gran altitud
- 2005 : Cumbre el 30 de mayo, a través de S Col - SE Ridge como trabajador de gran altitud
- 2006 : Cumbre el 20 de mayo, a través de S Col - SE Ridge como trabajador de gran altitud
- 2007 : Cumbre el 22 de mayo, a través de S Col - SE Ridge como trabajador de gran altitud
- 2008 : Cumbre el 24 de mayo, a través de S Col - SE Ridge como trabajador de gran altitud
- 2009 : Cumbre el 5 de mayo (equipo de fijación de cuerdas) y el 23 de mayo, a través de S Col - SE Ridge como trabajador de gran altitud
- 2010 : Cumbre el 5 de mayo (equipo de fijación de cuerdas) y el 24 de mayo, a través de S Col - SE Ridge como trabajador de gran altitud
- 2012 : Cumbre el 18 de mayo, a través de S Col - SE Ridge como trabajador de gran altitud
- 2013 : Cumbre el 10 de mayo (equipo de fijación de cuerdas) y el 22 de mayo, a través de S Col - SE Ridge como trabajador de gran altitud
- 2015 : Sin candidatura a la cumbre debido al terremoto
- 2016 : Cumbre el 20 de mayo, a través de N Col - NE Ridge como trabajador de gran altitud
- 2017 : Cumbre el 27 de mayo, a través de S Col - SE Ridge como trabajador de gran altitud
- 2018 : Cumbre el 16 de mayo, a través de S Col - SE Ridge
- 2019 : Cumbre el 15 de mayo, a través de S Col - SE Ridge
- 2019 : Cumbre el 21 de mayo, a través de S Col - SE Ridge
- 2021 : Cumbre el 7 de mayo, a través de S Col - SE Ridge como trabajador de gran altitud
- 2022 : Cumbre el 7 de mayo, a través de S Col - SE Ridge como trabajador de gran altitud
- 2023 : Cumbre el 17 de mayo y 23 de mayo, a través de S Col - SE Ridge como trabajador de gran altitud
- 2024 : Cumbre el 12 de mayo y 22 de mayo, a través de S Col - SE Ridge como trabajador de gran altitud